# راجحه بنت فیصل
شاهدخت راجحه بنت فیصل عراق (۱۹۰۷–۱۹۵۹) یک شاهدخت عراقی بود. او دختر ملک فیصل اول، پادشاه عراق، و ملکه حزیمه بنت ناصر، و خواهر ملک غازی، پادشاه عراق، بود.

## زندگی
او دوران کودکی خود را در مکه گذراند. در سال ۱۹۲۰، پدرش فیصل به عنوان پادشاه سوریه اعلام شد و همسر و فرزندانش به کاخ سلطنتی تازه تأسیس در دمشق نقل مکان کردند. تنها پس از چهار ماه سلطنت، پادشاهی سوریه پس از جنگ فرانسه و سوریه منحل شد. در سال ۱۹۲۱، دولت بریتانیا تصمیم گرفت فیصل را به عنوان پادشاه پادشاهی جدید عراق، که بر آن قیمومیت بین‌المللی داشتند، منصوب کند. او پذیرفت و به عنوان پادشاه عراق اعلام شد. خانواده سلطنتی به بغداد، پایتخت پادشاهی جدید، منتقل شدند.
پس از ورود ملکه و دخترانش به بغداد در سال ۱۹۲۴، گرترود بل اولین کسی بود که به او اجازه ورود داده شد. بل از طرف پادشاه برای اداره امور خانه خانواده‌اش به او سپرده شده بود.
بل ترتیب داد تا مادام جودت بیگ چرکسی به عنوان ندیمه یا بانوی تشریفات ملکه منصوب شود و خانم فیرلی، معلم خصوصی انگلیسی ولیعهد، به شاهدخت‌ها آداب و رسوم اروپایی را آموزش دهد. گرترود بل ملکه و دخترانش را زیبا، حساس و خجالتی توصیف کرد.
ملک فیصل از نظر سیاسی عاقلانه نمی‌دانست که ملکه و شاهدخت‌ها به شیوه غربی در زندگی عمومی شرکت کنند. ملکه حزیمه و دخترانش در ویلای حارثیه در حجاب زندگی می‌کردند و در ملاء عام یا در هیچ جمع مختلطی ظاهر نمی‌شدند. در حالی که پادشاه از مهمانان مرد در کاخ پذیرایی می‌کرد، ملکه و دخترانش از مهمانان زن در ویلای حارثیه پذیرایی می‌کردند و از مهمانان زن بازدید می‌کردند. آنها در ملاء عام با حجاب ظاهر می‌شدند، اما زیر حجاب خود به سبک غربی سفارش داده شده از لندن لباس می‌پوشیدند و فقط در مهمانی‌های مخصوص زنان دیده می‌شدند.
او در سال ۱۹۳۷ در قصر الرحاب، حارثیه، بغداد، با عبدالجبار محمود آلتایی، که زمانی ستوان پرواز نیروی هوایی سلطنتی عراق بود، ازدواج کرد.
او در زمان انقلاب ۱۴ ژوئیه در سوئیس و ایالات متحده تحت درمان سرطان بود. او در لوزان سوئیس بر اثر سرطان درگذشت.